# گاتچینا
شهر گاتچینا (به روسی: Гатчина) در کشور روسیه و در اوبلاست لنینگراد واقع شده‌است.